# Нервы (группа)
«Нервы» — украинская поп-рок-группа, основанная Евгением Мильковским в 2010 году в Киеве.

## История

### Предыстория (до 2010)
До 2010 года будущий фронтмен и основатель группы Евгений Мильковский занимался сольной деятельностью, так он выпустил альбом «В моей комнате» в 2010 году. В том же году он выступал на разогревах концертов, таких групп как «Marselle» и «Караты», в этот момент он захотел создать свою рок-группу, в своих социальных сетях он разместил объявление о наборе людей в группу. 5 марта 2011 года состоялся официальный дебют группы, история которой началась с выпуска экранизации в виде клипа на трек «Батареи».

### «Всё, что вокруг» (2012)
22 мая 2012 года группа выпустила свой дебютный альбом «Всё, что вокруг», презентация прошла 22 мая в Москве и 23 мая в Санкт-Петербурге. В сентябре группа отправилась в концертный тур по городам СНГ на 90 городов, который длился до марта 2013 года. В этом же году получили номинацию на Премию МУЗ-ТВ в категории «Прорыв года», в сентябре стало известно о том, что группа «Нервы» номинирована на премию MTV Europe Music Awards в категории «Лучший российский исполнитель».
20 октября 2012 года поклонники группы устроили массовый митинг в Москве под лозунгом «Успокойте наши Нервы!», с целью организовать концерт «Нервы» в столице. В ответ на это участники группы сняли видео, в котором пообещали организовать выступление в скором времени. Спустя несколько дней было объявлено о том, что концерт состоится в качестве квартирника «В кругу друзей», причём в Москве и Санкт-Петербурге.

### «Я живой» и разрыв с лейблом Kruzheva Music (2013—2015)
29 ноября 2012 года вышел клип на песню «Вороны». По словам создателей видео, основная идея — передать внутреннее состояние человека на момент принятия решения в своей жизни, которое кардинально её изменит, задача данной работы — мотивировать людей к совершению поступка.
15 февраля 2013 года начался тур под названием «Нервы! Теплеет! Играем!», состоящий из концертов в более чем 50 городах.
18 февраля было выпущено видео на песню «Перегорели». Группа описала его следующим образом: «Главные герои видео — это эмоции, выпущенные нами на свободу, они живые, они сгорают и им бесконечно больно, как у любой одушевлённой материи в жизни, им рано или поздно наступает конец. Но наше сердце подобно птице Феникс: оно способно сжигать себя и заново возрождаться. Рубцы, оставленные бесконечными земными перипетиями, затягиваются, и биение возобновляется в новом ритме».
25 апреля был представлен клип на трек «Самая обычная».
12 ноября был представлен второй студийный альбом «Я Живой», 1 декабря прошла презентация альбома в Москве, на этом же концерте был снят клип на трек «Нарушим», 7 декабря в Санкт-Петербурге.
24 июля 2014 года из группы ушёл бас-гитарист Дмитрий Дудка, а также покинул шоу-бизнес, по словам Евгения Мильковского, у них было недопонимание и ему не нравилось сама музыка группы. 25 августа было объявлено о разрыве с лейблом Kruzheva Music, клипы группы и фронтмена были удалены с видеохостинга YouTube, группа продолжила свою деятельность, но под именованием «Женя Мильковский».

### «Gazgolder» и новый состав (2015—2017)
Весной 2015 стало известно, что группа подписала контракт с «Gazgolder» и стали выступать под наименованием «Нервы», по причине возвращения названия лейблом.
9 апреля был выпущен клип на композицию «Здесь ты не была», после этого 21 апреля вышел третий студийный альбом «Третье дыхание», 22 октября вышел клип на трек «Не каждый», 30 ноября на песню «Друзья», 24 декабря 2015 группа презентовала клип на песню «Счастье».
8 апреля 2016 года солист сообщил, что Владислав Зайченко и Антон Ниженко покидают группу, 19 мая был отыгран последний концерт в старом составе. Новым составом группы стал барабанщик — Алексей Бочкарёв и бас-гитарист — Евгений Трухин, покинувший группу 6 декабря 2017 года.
1 сентября вышел четвёртый студийный альбом под названием «Костёр». Альбом состоит из 11 треков, в состав вошли несколько ранее выпущенные синглов: «Костёр», «Люди огня», «Не вместе».
В марте 2017 года группа перестала быть участниками лейбла Gazgolder, но сотрудничество в рамках специальных проектов с ним продолжилось. В этом же году группа объявила о сборе средств на съёмки клипа из нового альбома. 19 мая вышел мини-альбом «Самый дорогой. Часть 1», 17 декабря вышла вторая часть альбома.

### «Слэм и депрессия» (2019)
14 февраля 2019 года группа презентовала клип на песню «Самый дорогой человек».
27 февраля на лейбле Navigator Records был выпущен шестой студийный альбом «Слэм и депрессия». Экранизацию в виде клипа получили треки «Зажигалки», и «Так, как надо», 25 апреля была отыграна презентация альбома на площадке Adrenaline Stadium в Москве.
22 августа в Москве открылась кофейня группы, под названием «Кофе — мой друг».

### «7» и приостановка деятельности в России (2021 — настоящее время)
После выпуска шестого альбома солист группы выпустил свой второй сольный альбом «Человек с дождём в голове».
3 февраля 2021 года группа презентовала клип на песню «Суицид моей веры», 7 апреля состоялась премьера альбома под названием «7».
11 ноября 2021 года солист выпустил третий сольный альбом — «Вернуться домой», 20 ноября «Нервы» приняли участие в трибьют-шоу группы «Тату» «200 по встречной», сыграв трек «Не верь, не бойся».
После вторжения России на Украину группа уехала из России и приостановила свою деятельность в ней, в том числе прекратила сотрудничество с Navigator Records. Была закрыта кофейня в Москве и отменены будущие концерты.
В мае-июне 2022 года в рамках «Stand With Ukraine Tour» сыграли 10 совместных концертов с рэпером FACE и группой «Порнофильмы». Вся выручка пошла на помощь пострадавшим от войны украинским беженцам.

## Состав группы

### Текущий состав
- Евгений Мильковский — вокал (2010—н.в.), ритм-гитара (2010—н.в.), клавишные (2014—н.в.), бас-гитара (2010)
- Роман Булахов — соло-гитара, бэк-вокал (2016—н.в.)
- Алексей Бочкарёв — ударные (2016–н.в.)
- Дмитрий Клочков — бас-гитара (2019—н.в.)

### Бывшие участники
- Владислав Зайченко — соло-гитара, бэк-вокал (2010—2016)
- Антон «Тошик» Ниженко — ударные (2010—2016)
- Дмитрий «Маус» Дудка — бас-гитара (2010—2014), ритм-гитара (2010)
- Евгений Трухин — бас-гитара (2016—2017)

## Дискография

### Студийные альбомы
- 2012 — «Всё, что вокруг»
- 2013 — «Я живой»
- 2015 — «Третье дыхание»
- 2016 — «Костёр»
- 2019 — «Слэм и депрессия»
- 2021 — «7»

### Мини-альбомы
- 2017 — «Самый дорогой. Часть 1»
- 2017 — «Самый дорогой. Часть 2»

### Сборники
- 2021 — «Неизданное 2010—2012»

### Концертные альбомы
- 2019 — «Слэм и депрессия 2019 (Live at Adrenaline Stadium)»
- 2020 — «Десятилетие (Live at Adrenaline Stadium 2020)»

### Синглы
- 2012 — «Май bye»
- 2016 — «Лампами»
- 2020 — «Все будет хорошо (Cover Version)»
- 2021 — «Не верь, не бойся»
- 2023 — «Втомився»
- 2024 — «Happy Ми»
- 2025 — «Лід»

### Клипы
| Год  | Название                                  |
| ---- | ----------------------------------------- |
| 2011 | «Батареи»                                 |
| 2011 | «Нервы»                                   |
| 2011 | «Радиоволна»                              |
| 2011 | «Глупая»                                  |
| 2011 | «Курим»                                   |
| 2011 | «Кофе — мой друг»                         |
| 2012 | «Май bye»                                 |
| 2012 | «Свинка-Бацилка»                          |
| 2012 | «Вороны»                                  |
| 2013 | «Перегорели»                              |
| 2013 | «Самая обычная»                           |
| 2013 | «Турники»                                 |
| 2013 | «Sk8»                                     |
| 2013 | «Интернет»                                |
| 2018 | «Школа»                                   |
| 2019 | «Самый дорогой человек»                   |
| 2019 | «Зажигалки»                               |
| 2020 | «Всё будет хорошо» (Верка Сердючка cover) |
| 2021 | «Суицид Моей Веры»                        |
| 2021 | «Так как надо»                            |
| 2021 | «Я собираюсь в путь»                      |

## Награды и номинации
| Год  | Премия                                                      | Категория                     | Результат |
| ---- | ----------------------------------------------------------- | ----------------------------- | --------- |
| 2012 | Премия Муз-ТВ 2012                                          | Прорыв года                   | Номинация |
| 2012 | MTV Europe Music Awards 2012                                | Лучший российский исполнитель | Номинация |
| 2012 | ZD Awards 2012                                              | Прорыв года                   | Номинация |
| 2013 | Премия за достижения в области рок-н-ролла «Чартова дюжина» | Взлом                         | Номинация |
| 2013 | ZD Awards 2013                                              | Группа года                   | Победа    |
| 2013 | Russian Music Box                                           | Лучшая поп-рок группа         | Победа    |
| 2014 | Kids’ Choice Awards                                         | Лучшая российская группа      | Победа    |
| 2014 | Премия Муз-ТВ 2014                                          | Лучшая рок-группа             | Номинация |
| 2014 | OOPS Choice Awards                                          | Лучшая музыкальная группа     | Победа    |